# 上平村 (富山県)
上平村（かみたいらむら）は、かつて富山県東礪波郡に存在した村。2004年（平成16年）11月1日に他の自治体と合併して南砺市の一部となった。
ユネスコの世界遺産にも登録されている合掌造り集落で有名である。

## 地理
- 山: 笈ヶ岳、大笠山、袴腰山
- 河川: 庄川、境川
- 湖沼: 桂湖

## 歴史
- 1889年（明治22年）4月1日 - 町村制の施行により、礪波郡上平村が発足する。
- 2004年（平成16年）11月1日 - 東礪波郡福野町、井波町、城端町、平村、上平村、利賀村、井口村及び西礪波郡福光町が合併して、南砺市が発足する[1]。

## 行政
- 2004年の村長は山本勝徳であった。

## 姉妹都市・提携都市

### 国内
- 門前町（石川県）
  - 1985年6月8日友好町村提携

## 地域

### 教育
- 上平村立上平小学校
- 上平村立上平中学校

### 集団移転した集落
- 桂
  - 庄川水系の境川を挟んで越中国の桂と飛騨国（岐阜県大野郡）の加須良があり一つの生活共同集団を構成していた[2]。地名はともにカズラに由来している[2]。
  - 県境を挟んだ加須良が1967年（昭和42年）秋に集団離村した[2]。そのため桂でも1970年（昭和45年）11月に集団離村することになった[2]。富山県と岐阜県に合わせて5校しかなかったへき地等級5級の上平村立西赤尾小学校桂分校も閉校した。集落の跡地は境川ダムのダム湖である桂湖に沈んでいる。

## 隣接している自治体
- 福光町、城端町、平村
- 岐阜県 大野郡白川村
- 石川県 金沢市、石川郡吉野谷村

## 交通

### 道路
- 高速道路
  - 市町村内にあるインターチェンジ：東海北陸自動車道五箇山IC
- 一般国道
  - 市町村内を走る一般国道：国道156号
- 都道府県道
  - 市町村内を走る県道：富山県道54号福光上平線
- 道の駅
  - 上平

## 名所・旧跡・観光スポット・祭事・催事
- お小夜まつり
- 菅沼合掌造り集落
- タカンボースキー場
- 岩瀬家住宅
- くろば温泉
- 桂湖

## 著名な出身者
- 真田信治 - 言語学者